# 朗兰湾

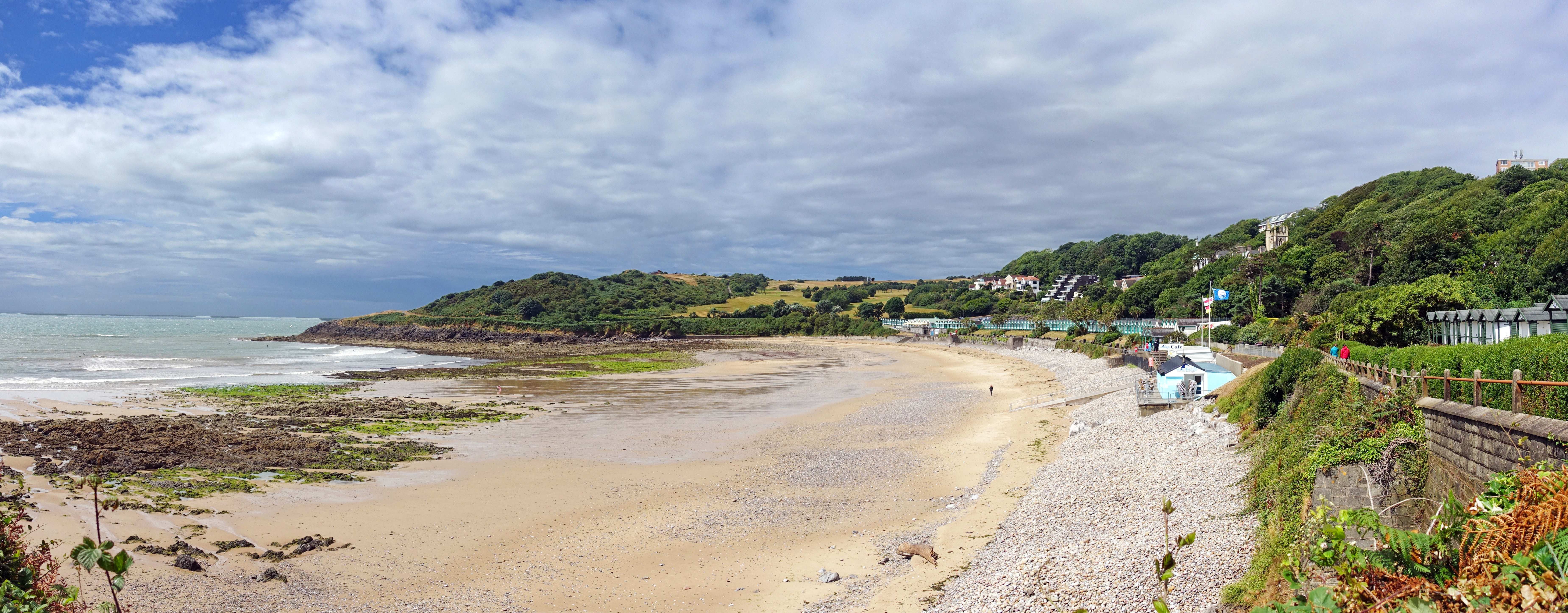

朗兰湾 (Langland Bay)，位於英國威爾斯南部大城斯旺西附近的曼波斯小鎮，是一个受欢迎的海濱度假胜地。

## 历史
朗兰湾和卡斯维尔湾，罗泽雷德，莱姆斯雷德湾，手镯湾以及爱恩港归斯旺西城郡委员会管辖。因为它们和斯旺西的密切关系，也因为地理位置优越，尤其朗兰湾和卡斯维尔湾，在上世纪五六十年代极为受一日观光游客的欢迎。南威尔士公交85路线提供服务，夏季运行。其他时间则需要从朗兰湾路的末端朗兰角步行。
朗兰，和邻近的罗泽雷德，或者有时候叫“小朗兰”，曾经有三个旅馆座落在这里，它们是：朗兰湾旅馆，爱丽登和奥斯伯尼旅馆。另有三个旅馆——布瑞费尔旅馆，朗兰法庭和魏特姆伯格——座落在邻近的腹地上。所有的，一个酒吧，已经关门四十年了，要么毁坏了，要么被豪华别墅取代了（朗兰湾＆奥斯伯尼），有的变成了一个疗养院（布瑞费尔），有的变成了公寓（爱丽登），有的关闭和被纵火（朗兰法庭和前奥斯伯尼），或部分毁坏便在原始留存下来的核心上重新开张，改名为小朗兰旅馆（魏特姆伯格）。
目前最显著的建筑，是在十九世纪中期建造的，背靠牛顿崖，最开始人们叫它兰伊兰。克罗什家族钢铁厂厂长，梅西·泰德菲尔把它建造成苏格兰宏大风格，他们夏天来这里居住。在二十世纪的第一阶段，它不久就成了朗兰湾旅馆的一部分，不久联合康复俱乐部总部又把它给矿工住。经过一段时期的关闭它被重新命名为朗兰湾庄园，正在转变成二十七座豪华别墅。
海滩小棚子也仍存在，朗兰湾过去以它的绿色帆布帐篷群而为众所知，每年都会架起来，通常在四月和九月初之间，在模造大理石暴风雪海滩上公共散步场所前。一种本地流行的景观是九月初的“观春潮”，这时候偶尔会有一两个观客会被凶猛的大海卷走。地势较高的朗兰高尔夫俱乐部稍微比较安全和有保障，多两行帐篷是允许的。全部最终被毁坏于二十世纪七十年代日益升级的蓄意破坏。
朗兰湾一向是体育运动的改革地。在二十世纪六十年代，每年能看到本地的年轻人，在美国的发明方面，像滑板，冲浪和划纤维独木舟，盘踞了这个国家的第一，他们的父母会跟在后面驾着二十世纪早期海用的轻舟。

## 交通和设施
一条沿海小径连接西部的卡斯维尔湾和东部的罗泽雷德和手镯湾。有公路通到这里，由公共交通在暑假提供短期的服务；也有两个大型的付费停车场。冷热小吃可从两个小商店买到，可是这些趋向于有限的营业时间在冬天，主要卖冰淇淋和孩子们的小礼物。海滩附近和一个圣·约翰急救棚有公共淋浴可供使用，另外咨询室在高峰时期也办公。
斯旺西城市委员会在海滩上执行冲浪救生服务，从五月底到九月初。
海滩有80个为委员会所有度假海滩小棚，最新的12个在海湾的西头于二十世纪六十年代建造。多年来，其他的几个已经被重刷新，但是其中第40－72号已经实在没法再修了。2007年7月7日宣告计划申请毁坏和重建所有80个小棚子。2007年10月开工。是否这些棚子将完全出售或者定期地出租目前尚不清楚。
海滩东头有许多私人海滩小棚子在他们的地面里和门控停车场。一个新的酒吧兼咖啡馆在海滩西头散步场落成，正赶上2007年夏季营业，起名叫朗兰啤酒店。

## 朗兰的体育运动

### 网球
网球是朗兰湾一大特色。这里有六个网球场对公众出租。近年来，斯旺西城市委员会所赞助的非常受欢迎的斯旺西初级网球冠军争夺赛，在这里举行。二十世纪六十年代在这里举办了一个类似的锦标赛，但是涵盖的领域较宽泛。它是许多英国全国网球公开赛之星的摇篮。

### 高尔夫
朗兰湾高尔夫俱乐部从西部鸟瞰朗兰湾.18个洞的球场相对一个标准的从无到有评分的69洞的来说太短。然而，暴露的海角应该有不能预测的风从而影响这个运动。2007年九月英国广播公司的报道表明，人们担心这个广受欢迎的球场会在健康和安全的土地上失去它的第三个洞，因为有一个计划申请让许多豪华的住宅邻近球座和草坪间剪平草地。

### 冲浪
朗兰受本地的冲浪团体欢迎，因为它方便的地理位置紧邻曼波斯居民区，各种不同的波浪随不同的潮汐等级而定。在低潮的时候，蟹岛证明它是一个最好的形状，和这个国家最有力量的右边浪；然而，实事上许多撞倒暴露的礁石上被阻挡了。所以对新手来说还是太危险了。沙洲坐落在近海面上，在朗兰和蟹岛之间，实际上是一块礁石形成了一个强有力且非常危险的波浪，闯入了潜水领域。在波浪巨大的日子里，朗兰湾的波浪相对比较轻柔。在中等潮汐的时候（相对主要的巨浪来讲比较僻静的），礁石会形成较小但紧凑的波浪。在潮水高涨的时候，在岸上休息存放的东西不小心就遭受冲到石头上。几个本地的冲浪者为一项国际级的难度的比赛竞争，就是最著名卡尔文威廉姆斯，他的父母在度假胜地开着一家小旅馆。卡尔文威廉姆斯曾经击败澳大利亚的达米安硬男，那时候的世界冠军，在法国哈瑟葛(Hossegor)。在此之后不久，他经历了一场可怕的车祸，医生告诉他将失去行走能力。他完全的康复之后，在法国生活并冲浪。

### 捕鱼
钓鱼近些日子在朗兰不常见。无论从海滩上还是从岩岸上。一个醒目地凸出的岩石在海湾的西头皎交叉岩，过去在夏季月份潮汐特别大的时候用漂浮和柔软的蟹肉作诱饵钓鱼，是曾经非常受欢迎的钓鱼点。钓到过得鱼有鲈鱼，黑鳊，角鲨鱼。朗兰点举行了类似的承诺，但是用纺纱或羽毛，有时候在这里发放鲭鱼和鲈鱼。偶尔用海滩上用海蚯蚓或者沙蚕作诱饵抓到比目鱼和鲽鱼，尽管海滩蠕虫的数量一直很少。